# Neuilly-lès-Dijon
Neuilly-lès-Dijon era una comuna francesa situada en el departamento de Côte-d'Or, de la región Borgoña-Franco Condado. Desde el 28 de febrero de 2019 es una comuna delegada y la sede de la comuna nueva de Neuilly-Crimolois.

## Geografía
Está ubicada a 8 km al sureste de Dijon.

## Historia
El 28 de febrero de 2019 pasó a ser una comuna delegada y la sede de la comuna nueva de Neuilly-Crimolois al fusionarse con la comuna vecina de Crimolois.

## Demografía
| 548 | 637 | 1 555 | 1 395 | 1 926 | 2 142 | 1 946 | 1 832 | 1 857 |
| Para los censos de 1962 a 1999 la población legal corresponde a la población sin duplicidades (Fuente: INSEE [Consultar]) |     |       |       |       |       |       |       |       |